# Robert Getchell
Robert Getchell (Kansas City, Missouri, 1936. december 6. – Monterey, Kalifornia, 2017. október 21.) amerikai forgatókönyvíró.

## Filmjei
- Alice már nem lakik itt (Alice Doesn't Live Here Anymore) (1974)
- Dicsőségre ítélve (Bound for Glory) (1976)
- Flo (1980, tv-sorozat, karakterek)
- Anyu a sztár (Mommie Dearest) (1981)
- Alice (1976–1985, tv sorozat, 202 epizód)
- Édes álmok (Sweet Dreams) (1985)
- Stella (1990)
- A bérgyilkosnő (Point of No Return) (1993)
- Ez a fiúk sorsa (This Boy's Life) (1993)
- Az ügyfél (The Client) (1994)

## Díjai
- BAFTA-díj (1976)